# Neotamias ochrogenys
Neotamias ochrogenys là một loài động vật có vú trong họ Sóc, bộ Gặm nhấm. Loài này được Merriam mô tả năm 1897.
Đây là loài đặc hữu của khu vực gần bờ biển phía bắc California ở Hoa Kỳ, nơi nó sống ở rừng lá kim ven biển. Nó là loài lớn nhất trong chi Neotamias và có tổng chiều dài 233–297 mm bao gồm đuôi dài 97–130 mm.